# واوکلوس (ویرجینیا)
واوکلوس، ویرجینیا (به انگلیسی: Vaucluse, Virginia) یک محدوده ثبت‌نشده در ایالات متحده آمریکا است که در شهرستان فردریک، ویرجینیا واقع شده‌است.